# Lokomotiva 753.7
Lokomotivy řady 753.7 (další dva téměř shodné kusy jsou označeny jako lokomotiva řady 755) jsou čtyřnápravové dieselelektrické lokomotivy určené pro nákladní dopravu. Vyrábějí se od roku 2001 ve firmách ČMKS a později CZ LOKO rekonstrukcí lokomotiv řad 750, 752, 753. Rekonstruované lokomotivy byly dodávány dopravcům v Česku a Itálii. Shodné stroje pro slovenského dopravce jsou modernizovány v ŽOS Zvolen jako lokomotivy řady 756. Poslední stroje byly dokončeny v roce 2011.

## Cesta krekonstrukcím

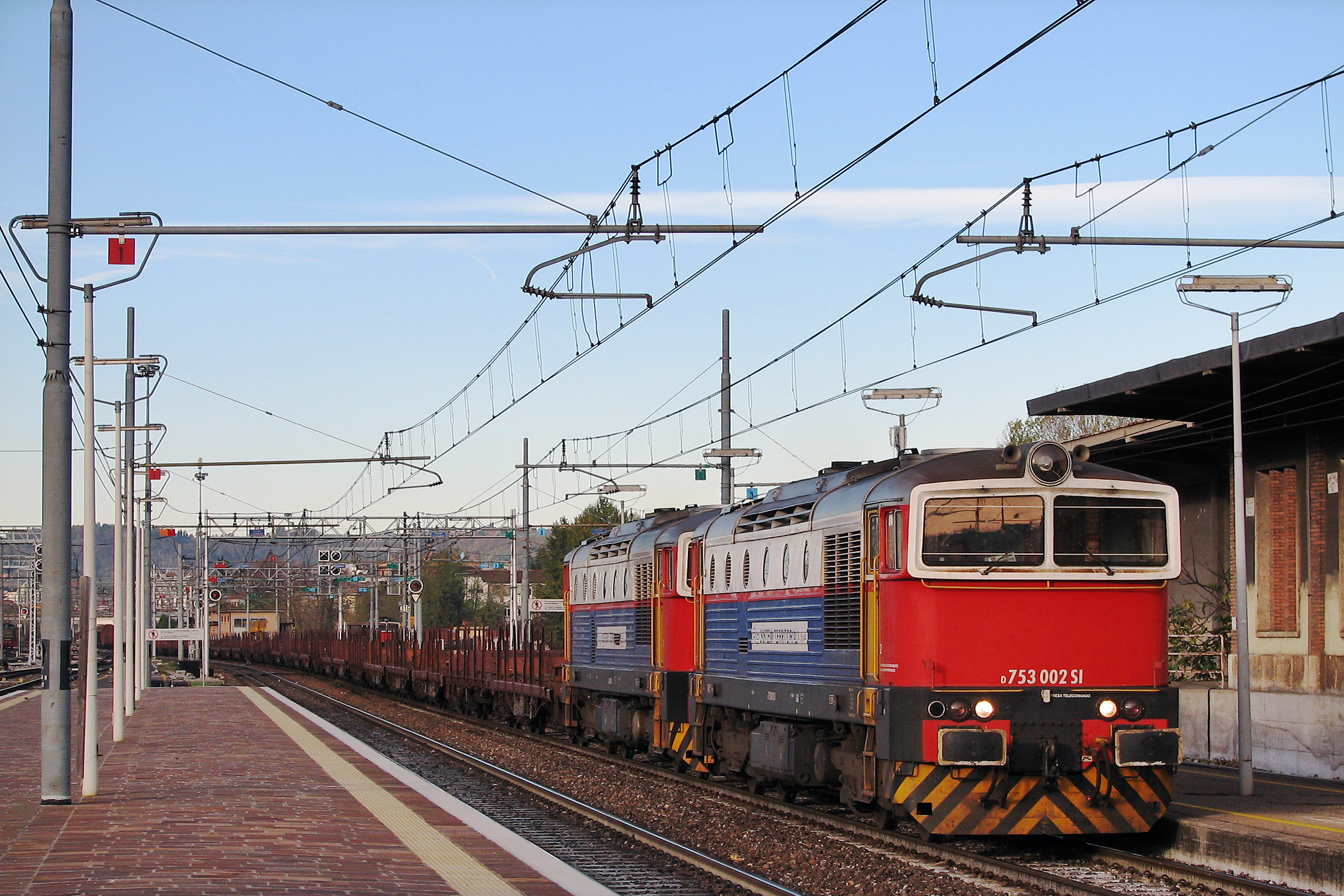
Lokomotivy řady D 753 italského dopravce Sistemi Territoriali

Až do poloviny 90. let přežívaly na českých i slovenských kolejích lokomotivy řad 753 a 750 ve velkém počtu v podstatě bez větších modernizací (pomineme-li hromadné rekonstrukce právě na řadu 750, zahrnující pouze dosazení topného alternátoru). Díky následnému poklesu výkonů však byla část z nich vyřazena z provozu a některé lokomotivy byly sešrotovány a použity na náhradní díly, jiné zůstaly neprovozní jako nadbytečné odstaveny a jejich další využití bylo nejisté. V Itálii byly mezitím místními dopravci učiněny poptávky na motorové lokomotivy pro traťovou službu, jichž byl v zemi všeobecný nedostatek. Jednou z variant byla právě i česká řada 753, nabídnutá firmou ČMKS Holding v rekonstruovaném provedení ve dvou variantách – s inovovaným motorem K 6 S 310 DR (typ D 752.5) a zcela novým Caterpillarem (typ D 753.7). V roce 2000 bylo objednáno prvních 11 lokomotiv (9 kusů typu D 752.5 a 2 kusy typu D 753.7). Vzhledem k dobrým zkušenostem s „novými“ lokomotivami v Itálii byly postupně doobjednávány další stroje a do roku 2007 sem bylo dodáno celkem 40 lokomotiv (z nichž byly všechny kromě prvních devíti vybaveny právě motorem CAT).

## Technické provedení
Hlavním smyslem rekonstrukce je celková oprava lokomotivy, repase důležitých dílů s cílem prodloužit životnost stroje a především výměna původního motoru ČKD za modernější a ekonomičtější. V rámci využití ucelené řady motorů od americké firmy Caterpillar, s kterými již několik let pracovala firma ČMKS (později CZ LOKO), byl její agregát použit i zde – zvolen byl vidlicový dvanáctiválec, označený 3512 B DI-TA, disponující výkonem okolo požadované hodnoty 2000 koní. Nový motor se vyznačuje menší spotřebou paliva a údržbovou náročností a citelně je také snížena hlučnost a vibrace. Nahrazen byl i trakční alternátor (jeho výrobcem je nyní firma Siemens Drásov) a většina dalších konstrukčních celků včetně klimatizovaných stanovišť strojvedoucího (u italských lokomotiv byl podle místních zvyklostí přesunut ovládací pult na levou stranu). Původní zůstala lokomotivní skříň, rám a podvozky i s původními trakčními elektromotory. Díky využití především v nákladní dopravě lokomotiva není vybavena zařízením pro vytápění vlakové soupravy. Na lokomotivách bylo upraveno i vícenásobné řízení, umožňující nově ovládat až čtyři lokomotivy z jednoho stanoviště. Variantně je možné na lokomotivu dosadit i elektrodynamickou brzdu.

## Průběh dodávek

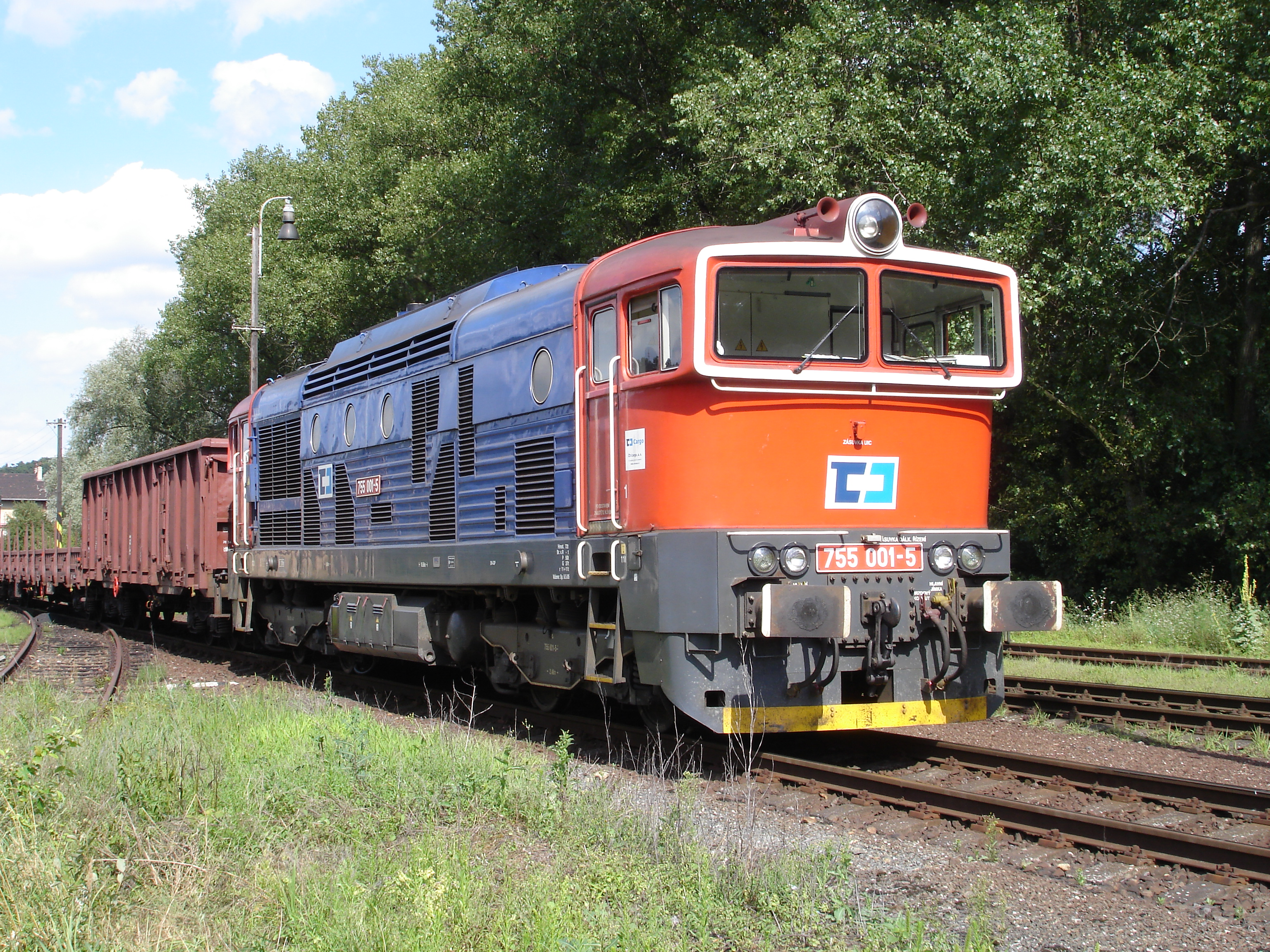
Lokomotiva řady 755 ČD Cargo

Jak již bylo zmíněno, první lokomotivy byly dodávány dopravcům v Itálii (HUPAC Italia, Ferrovie Nord Milano, Sistemi Territoriali, Rail Traction Company). Tyto společnosti dohromady odebraly 31 lokomotiv v provedení s motorem Caterpillar. Nová rekonstrukce však nezůstala stranou zájmu i rozvíjejících se tuzemských dopravců a jejich objednávky na sebe nenechaly dlouho čekat – prvním českým zákazníkem se roku 2002 stala firma OKD Doprava a do následujícího roku již obdržela celou první šestikusovou sérii. Později si nechávala modernizovat další lokomotivy a dohromady jich do roku 2010 odebrala 27. Zároveň byly stroje rekonstruovány i pro další české provozovatele: Unipetrol Doprava (od roku 2004, 12 kusů) a Traťovou strojní společnost (nyní TSS Cargo, od roku 2009, 4 kusy). Pro společnost Viamont pak dvě lokomotivy řady 753.7 rekonstruovala podle dokumentace CZ LOKO slovenská firma Železničné opravovne a strojárne Zvolen. Tyto dvě lokomotivy pak v roce 2009 taktéž získala OKD Doprava, když odkoupila majoritní podíl ve Viamontu (tato firma později zanikla). Rok nato se společnost přejmenovala na dnešní název Advanced World Transport.
O tento typ rekonstrukce později projevil zájem i státní dopravce a dvě téměř shodné lokomotivy byly rekonstruovány v roce 2005 pro tehdy ještě unitární České dráhy, ale Drážní úřad jim přidělil řadové označení 755. V rámci vyčlenění nákladní dopravy této firmy do dceřiné společnosti ČD Cargo (ČDC) v roce 2007 byly oba stroje řady 755 (755.001 a 755.002) převedeny pod tuto firmu. Po svém vzniku pak ČDC zadalo objednávku na sérii třiceti modernizovaných lokomotiv, které jsou však již označeny řadou 753.7. Tyto lokomotivy byly dodány mezi lety 2008–2010. Mezi lety 2012–2014 mělo ČDC pronajaty i zmíněné čtyři lokomotivy od TSS, ale pronájem po necelých dvou letech skončil a stroje se vrátily svému majiteli, který je nyní využívá pro své výkony.
Licenční rekonstrukce řady 750 a 753 prováděla společnost ŽOS Zvolen rovněž pro slovenského dopravce Železničná spoločnosť Cargo Slovakia v letech 2008–2010. Dodávka činila celkem 10 kusů s řadovým označením 756.

## Další rekonstrukce

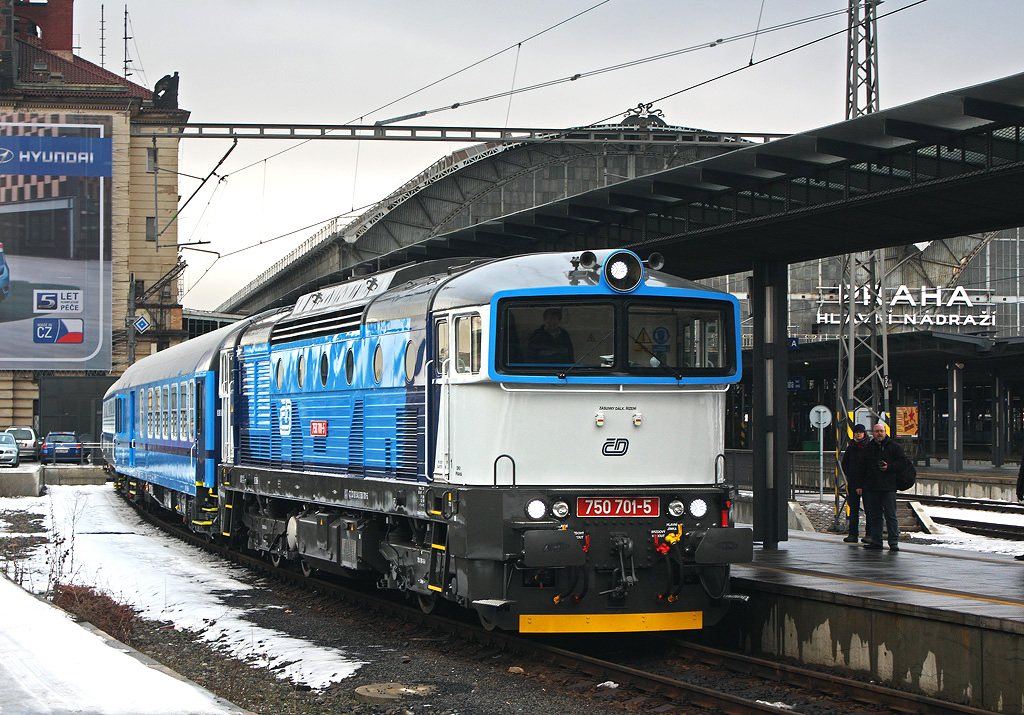
Řada 750.7 pro České dráhy

Kromě úprav na řadu 753.7 provedlo CZ LOKO i další rekonstrukce pro jiné dopravce - v letech 2010–2013 realizovalo zakázku na 19 lokomotiv řady 750.7 pro České dráhy, vzniklé z řady 750 a určené pro osobní dopravu. Zatím nejrozsáhlejší modernizací se stala přestavba na řadu 753.6, kterou si zadala společnost SD – Kolejová doprava. Kromě obvyklé náhrady původního spalovacího motoru a celkové opravy byl změněn i design lokomotivy a dosazena zcela nová čela, odpovídající nejnovějším bezpečnostním požadavkům. Postaveny byly čtyři exempláře, sloužící především v dopravě vápence z lomů Mořina do tušimické elektrárny.

## Provoz a využití

### ČD Cargo
Modernizované lokomotivy jsou určeny především pro traťovou službu na hlavních a případně i vedlejších tratích. Stroje ČD Cargo jsou v současnosti (2017) rozděleny do tří dep – Nymburk, Kralupy nad Vltavou a Ostrava. První jmenované depo své stroje nasazuje do dopravy průběžných nákladních vlaků zejména na trati mezi Nymburkem, Libercem a polským Zawidówem, další stroje se vyskytují na Mladoboleslavsku. Kralupské stroje obsluhují areál podniku Kaučuk Kralupy, dále zásobují pohonnými hmotami ruzyňské letiště (stanice Středokluky) a zajíždí i do Kladna. Poslední jmenovaná služebna vystavuje řadu 753.7 na místní výkony v Ostravě a okolí, část strojů je určena pro dopravu manipulačních vlaků na trati Opava – Krnov – Olomouc, se zájezdy do Rýmařova, Jeseníku, Vrbna pod Pradědem a Zlatých Hor. Tyto vlaky jsou určeny především pro svoz kalamitního dřeva z Jeseníků.

### Soukromí dopravci

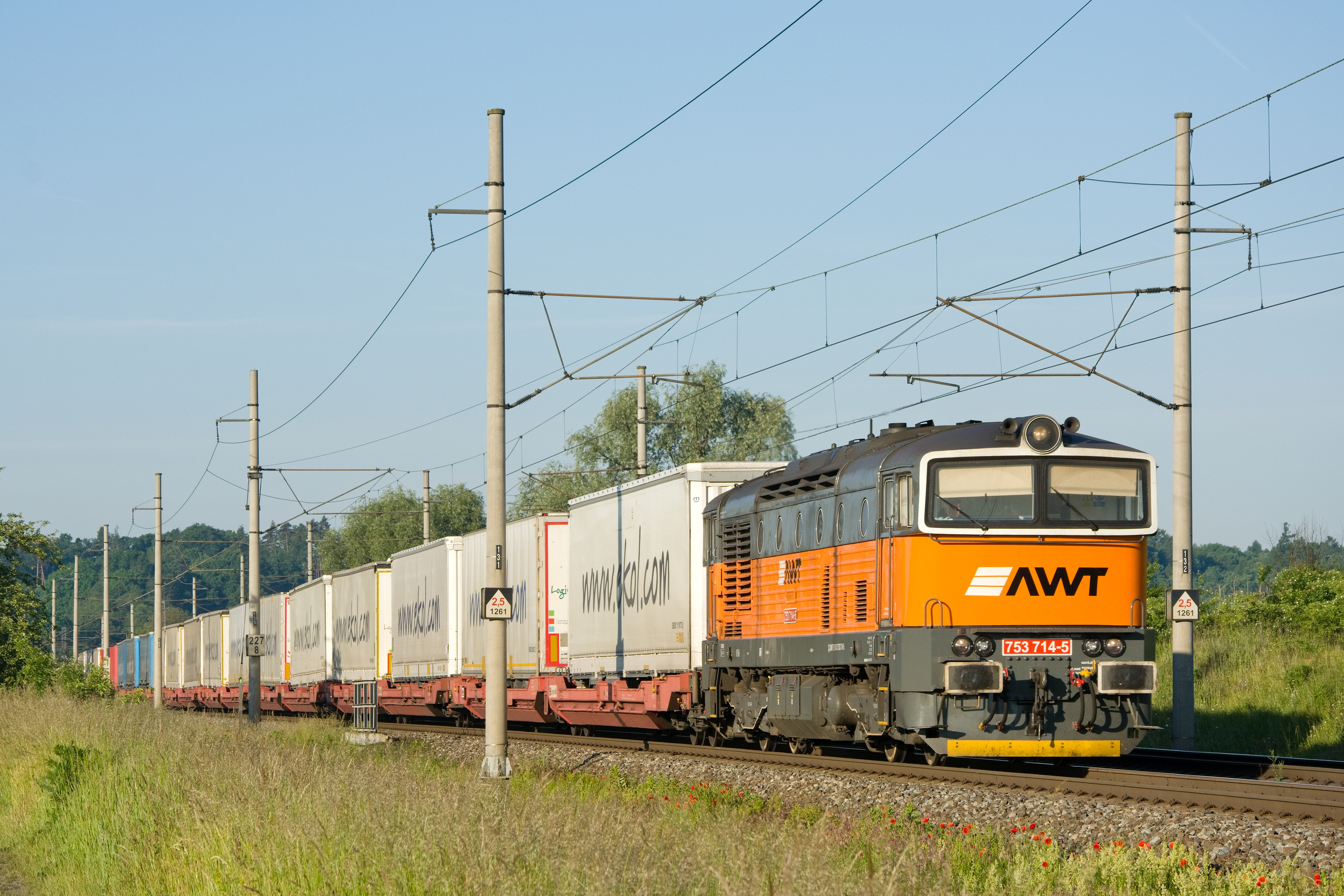
Lokomotiva 753.7 AWT s intermodálním vlakem

Společnost AWT si stroje pořídila kromě dálkové traťové služby také pro zajištění obsluhy vlečkových areálů na Ostravsku. Lokomotivy jsou zde také udržovány. Další stroje slouží k dopravě vlaků napříč celou Českou republikou, včetně přeprav koksu z Ostravy do Německa. V rámci přeshraniční dopravy stroje zajíždí i do stanice Bad Schandau v Německu. Unipetrol Doprava využívá služeb svých lokomotiv řady 753.7 při přepravách ropných produktů z rafinerie Unipetrol RPA v Záluží u Litvínova do dalších chemických závodů v Lovosicích, Kolíně, Pardubicích a jinde. Lokomotivy TSS Cargo byly po ukončení pronájmu společnosti ČD Cargo v roce 2014 používány k různým výkonům napříč Českem, včetně přeprav dalších lokomotiv svého majitele do oprav, případně pronajímány dalším dopravcům podle jejich potřeb. Ve druhém pololetí roku 2015 také společnost krátce svými stroji dopravovala uhlí do Zemianských Kostoľan.

## Galerie

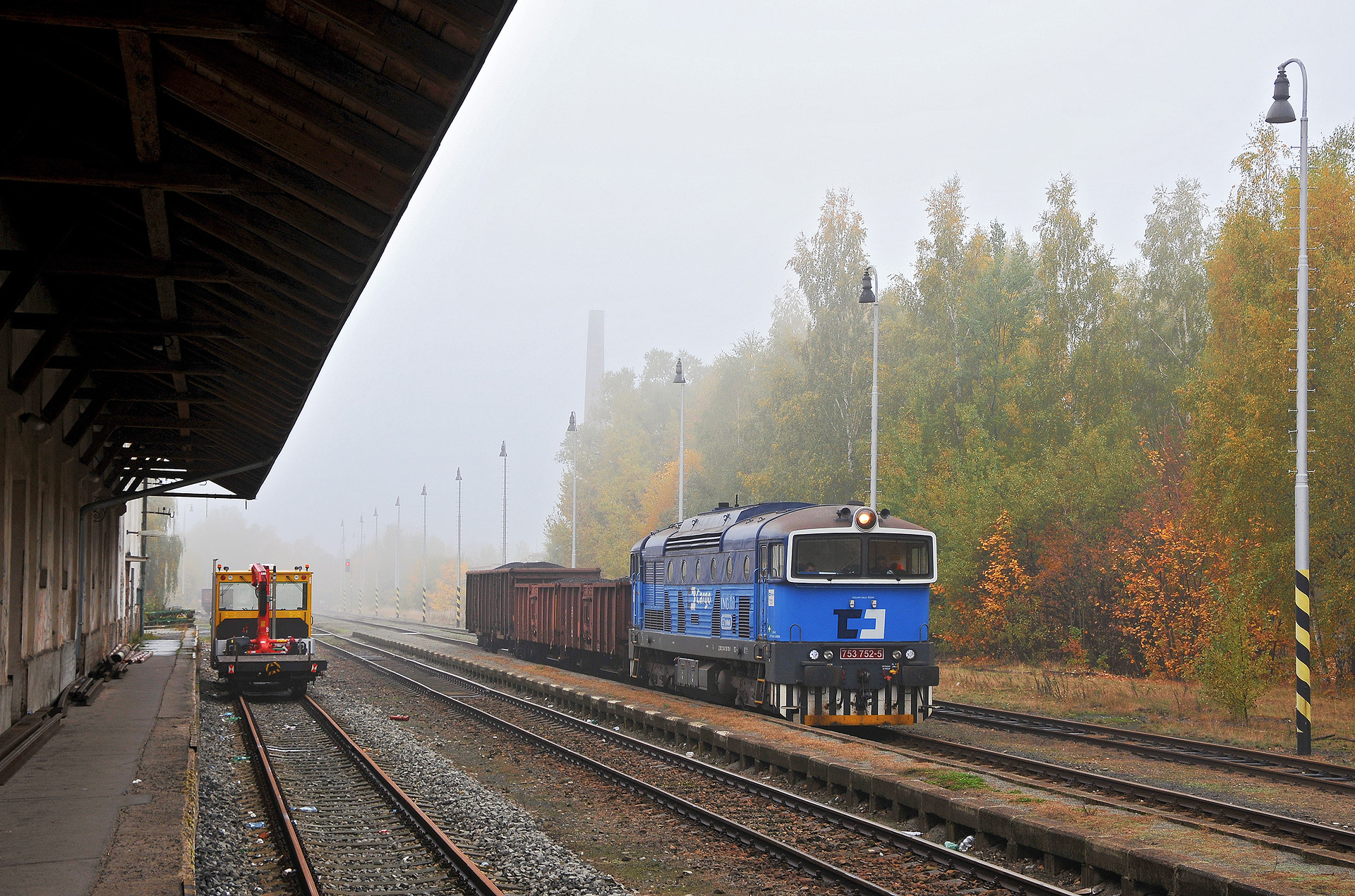
Jeden ze strojů série pro ČD Cargo
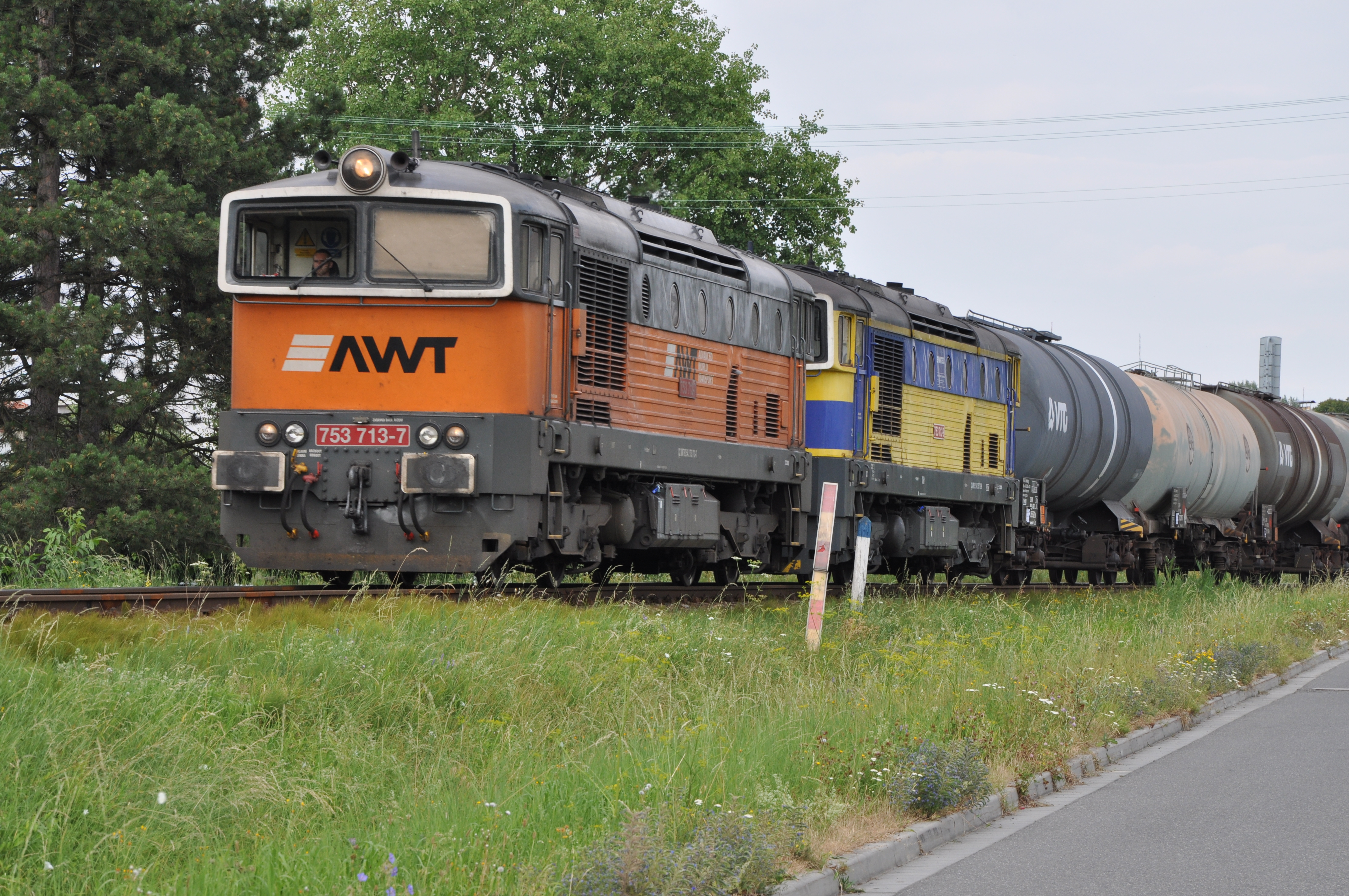
Přípřež stroje v novém laku AWT a původním laku OKDD
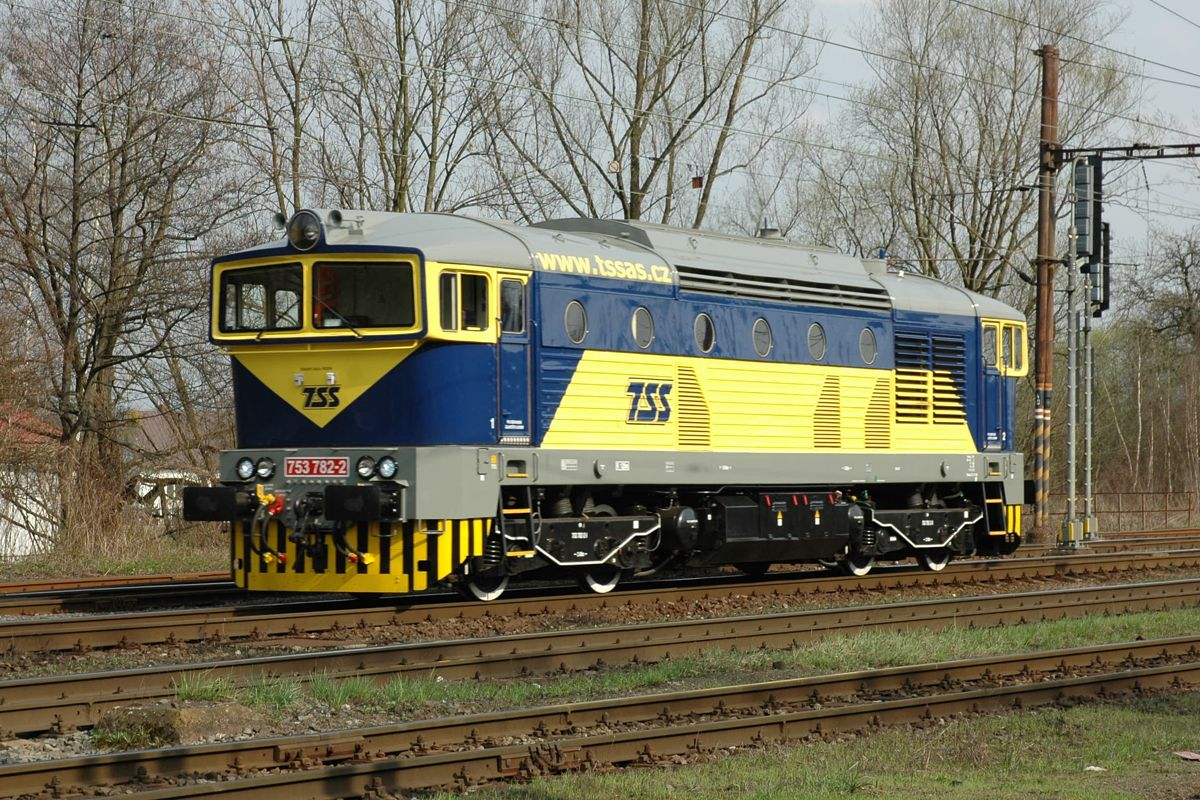
Lokomotiva 753.782, majitel TSS Cargo
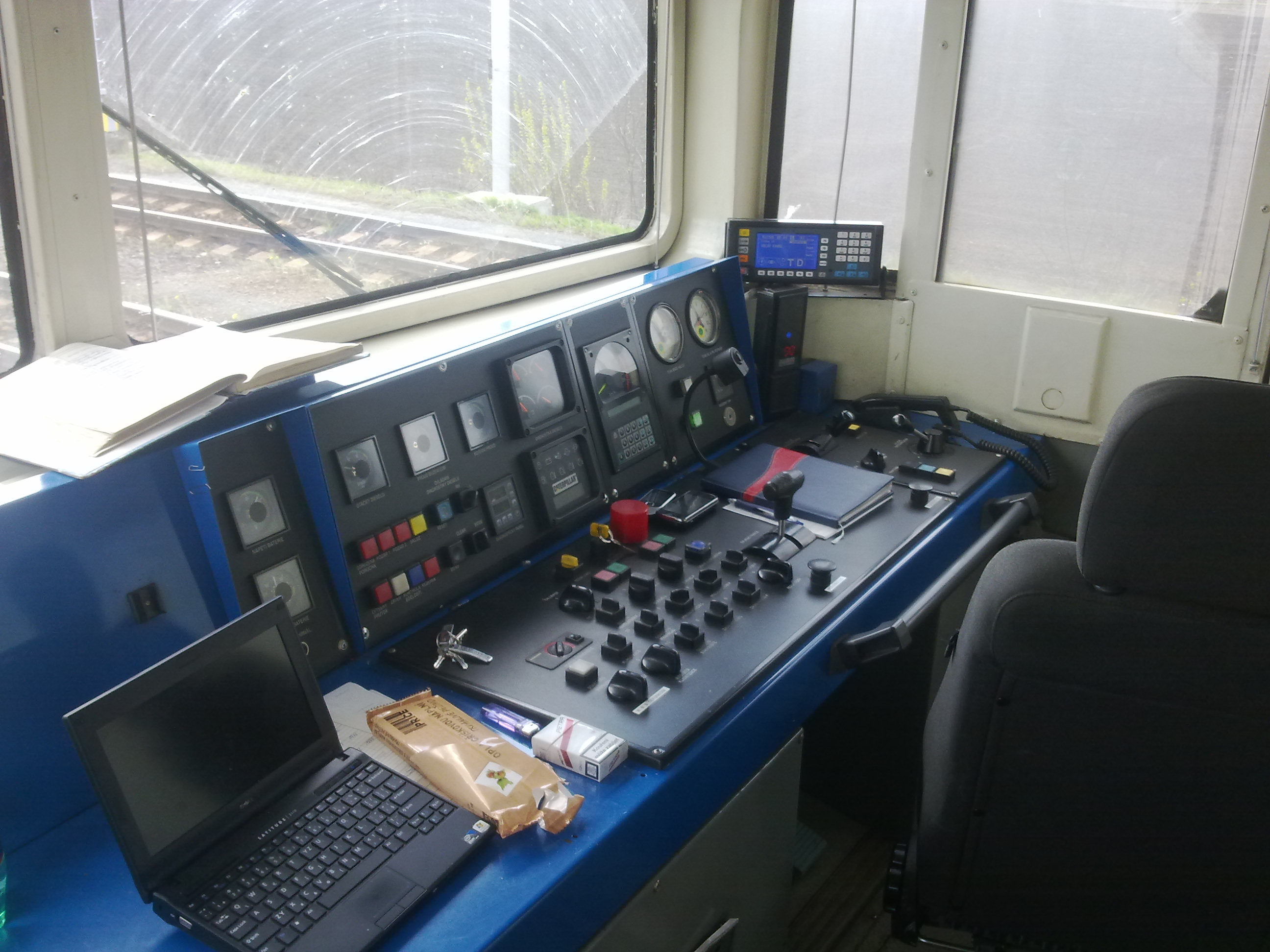
Stanoviště strojvedoucího na modernizované lokomotivě